# Pauvre Petite Fille riche (téléfilm, 2015)
Pour les articles homonymes, voir Pauvre petite fille riche.
Pour plus de détails, voir Fiche technique et Distribution.
Pauvre Petite Fille riche (The Right Girl) est un téléfilm américain réalisé par Bradford May, diffusé par Hallmark Channel le 21 novembre 2015 aux États-Unis.
Il obtient une première diffusion le 25 février 2016 sur M6.

## Synopsis
Kimberly est une jeune femme riche et arrogante, qui dilapide tout l’héritage de son père en choses superficielles. Un jour, tout s’arrête et elle est ruinée. De ce fait, elle doit apprendre la vraie vie, trouver un nouveau logement, mais aussi un travail. Y parviendra-t-elle ?

## Fiche technique
- Titre : Pauvre Petite Fille riche
- Titre original : The Right Girl
- Réalisation : Bradford May
- Société de production : Larry Levinson Productions (en)

## Distribution
- Anna Hutchison : Kimberly
- Jonathan Patrick Moore : Michael
- Gail O'Grady : Martha
- Costas Mandylor : Chester
- Constance Marie : Dee Walker